# Daniel Morelon
Daniel Yves Morelon (ur. 24 lipca 1944 w Bourg-en-Bresse) – francuski kolarz torowy, pięciokrotny medalista olimpijski oraz wielokrotny medalista mistrzostw świata.

## Kariera
Specjalizował się w sprincie na 1 km, choć sukcesy odnosił także w tandemie. Na igrzyskach debiutował w Tokio w 1964, ostatni raz wystąpił w Montrealu 12 lat później. Za każdym razem, podczas czterech startów, zdobywał medale (łącznie pięć). Największe sukcesy odnosił podczas IO 68 – zwyciężył w sprincie, a wspólnie z Pierre’em Trentinem triumfował także w tandemie. Siedem razy był mistrzem świata w sprincie (1966, 1967, 1969, 1970, 1971, 1973 i 1975), raz w tandemie (1966).
Po zakończeniu kariery, od 1978 pracuje jako trener. Prowadził m.in. mistrzynię olimpijską Félicię Ballanger.

## Starty olimpijskie
Tokio 1964
- 1 km sprint – brąz

Meksyk 1968
- 1 km sprint, tandem – złoto

Monachium 1972
- 1 km sprint – złoto

Montreal 1976
- 1 km sprint – srebro